# 傅彤

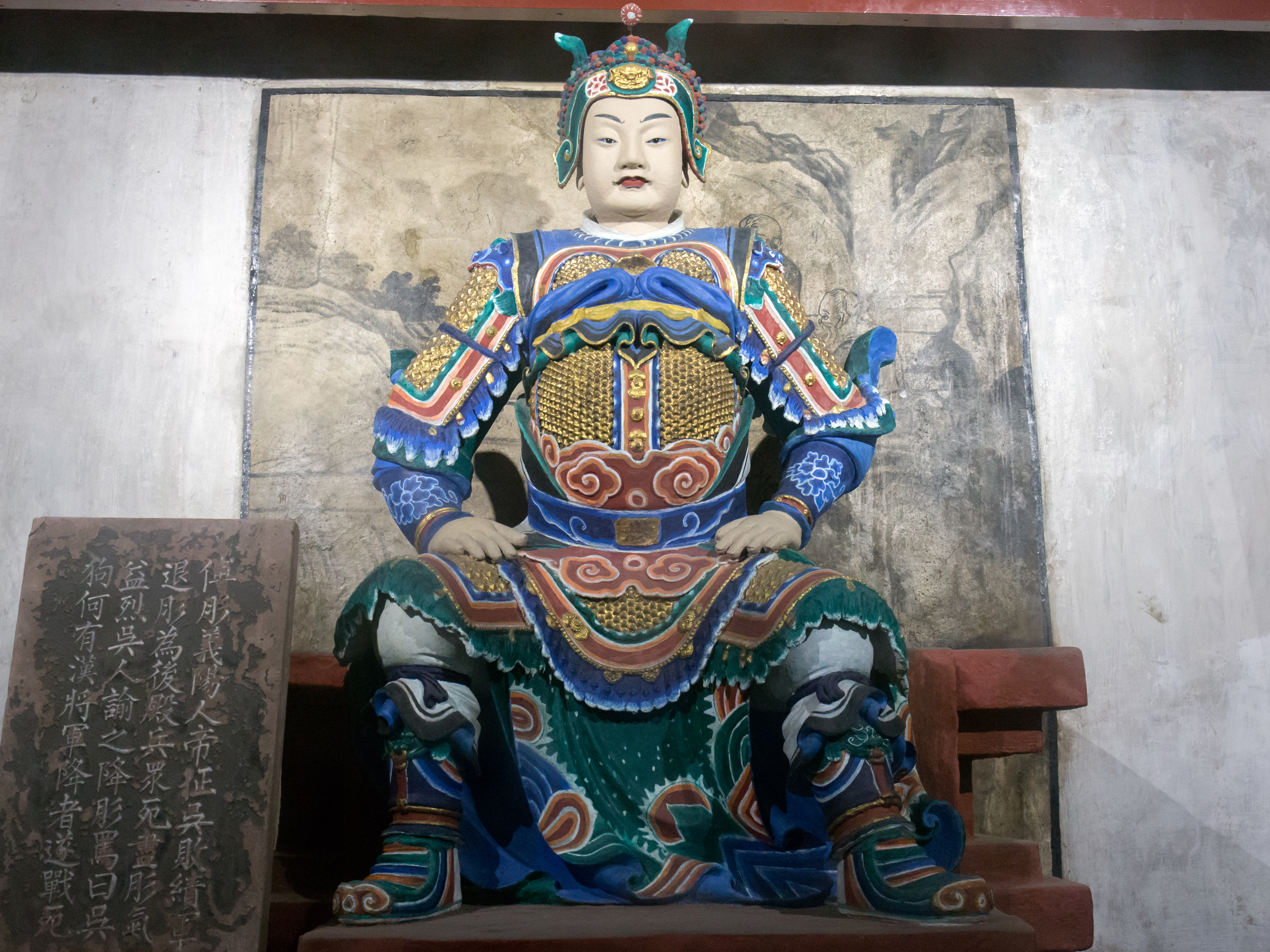
成都武侯祠の傅肜塑像

傅 彤（ふ とう）、または傅 肜（ふ ゆう）は、中国三国時代の蜀漢の武将。本貫は荊州義陽郡。

## 生涯
章武元年から2年（221年-222年）にかけて行われた夷陵の戦いで別督に任じられる。蜀軍が陸遜の火計によって大敗を喫すると、劉備を逃すための殿軍となる。配下の兵は死に絶え、敵将から降伏を呼びかけられた傅彤は「呉の狗め！漢の将軍に降る者がいるか！」と答えてこれを拒み、戦死に至った。
後に子の傅僉も蜀漢の滅亡に殉じた。さらに後年、西晋の武帝（司馬炎）は傅彤・傅僉父子の忠義を称える詔を下している。

## 三国志演義
羅貫中の小説『三国志演義』では第81回から、夷陵の戦いに従軍する中軍護尉として登場。第84回では呉の淳于丹の攻撃を、手ずから槍を取って撃退する。
その後は史実と同じく、敗走する劉備を逃すために殿軍となり、降伏勧告を拒否して戦死。作中の詩でその忠義は「傅彤不愧漢将軍（傅彤は漢の将軍に恥じず）」と称えられる。